# Central Tacarigua
Pour les articles homonymes, voir Tacarigua.
Central Tacarigua ou simplement Tacarigua est la capitale de la paroisse civile de Tacarigua de la municipalité de Carlos Arvelo dans l'État de Carabobo au Venezuela.